# Liliidae
Liliidae es una subclase de hierbas terrestres o epifitas, ocasionalmente acuáticas. Son frecuentes los geófitos con rizomas, bulbos o cormos, frecuentemente micorrizados. Pueden llegar a ser lianas o plantas arborescentes. Las hojas son alternas o, rara vez, opuestas o verticiladas, aunque pueden ser todas basales. Suelen ser simples y enteras o algo dentadas, estrechas y paralelinervias, es frecuente la presencia de una vaina basal que puede estar reducida a escamas.
Las flores son, a menudo, epíginas, aunque también las hay hipóginas, generalmente son hermafroditas, actinomorfas o fuertemente zigomorfas; aunque suelen ser entomógamas hay algunas anemógamas o autógamas.
El perianto suele estar formado por 6 tépalos, que se disponen en dos series de tres piezas de aspecto petaloideo, ocasionalmente, el verticilo externo puede tener aspecto sepaloideo.
El androceo está compuesto por 1, 3 o 6 estambres aunque ocasionalmente pueda haber 2, 4 o más de 6; los granos de polen suelen ser binucleados o más raramente trinucleados. Generalmente, los granos de polen son monosulcados o inaperturados.
El gineceo suele presentar 3 carpelos soldados en un ovario que puede ser súpero o ínfero; la placentación es axilar o parietal, si bien el ovario puede ser pseudomonómero. Puede tener uno o más primordios seminales que suelen ser bitégmicos y crasinucelados o tenuinucelados.
El fruto es, en general, capsular, aunque, ocasionalmente puede haber frutos de otros tipos.
La subclase consta de dos órdenes con 19 familias y 25 000 especies. 
- Orden Liliales
  - Pontederiáceas, familia Pontederiaceae
  - Liliáceas, familia Liliaceae
  - Amarilidaceas, familia Amaryllidaceae
  - Iridáceas, familia Iridaceae
  - Aloaceas, familia Aloeaceae
  - Xantorroaceas, familia Xanthorrhoeaceae
  - Agavaceas, familia Agavaceae
  - Esmilaceas, familia Smilacaceae
  - Dioscoreaceas, familia Dioscoreaceae
- Orden Orchidales
  - Orquidáceas, familia Orchidaceae
- Orden Poales
  - Anartriaceas, familia Anarthriaceae
  - Bromeliaceas, familia Bromeliaceae
  - Ciperáceas, familia Cyperaceae
  - Ecdeicoleaceas, familia Ecdeiocoleaceae
  - Eriocaulaceas, familia Eriocaulaceae
  - Flagelariaceas, familia Flagellariaceae
  - Vhidatelaceas, familia Hydatellaceae
  - Joinvileaceas, familia Joinvilleaceae
  - Juncáceae, familia Juncaceae
  - Mayadaceas, familia Mayacaceae
  - Gramíneas, familia Poaceae
  - Rapateaceas, familia Rapateaceae
  - Restionaceas, familia Restionaceae
  - Turniaceas, familia Thurniaceae
  - Tfaceas, familia Typhaceae
  - Xyridaceas, familia Xyridaceae
- Orden Comelinales
  - Comelináceas, familia Commelinaceae